# Lepidepecreum sagamiensis
Lepidepecreum sagamiensis is een vlokreeftensoort uit de familie van de Lysianassidae. De wetenschappelijke naam van de soort is voor het eerst geldig gepubliceerd in 1975 door Gamo.